# Relations entre la Biélorussie et l'Ukraine
Les relations entre la Biélorussie et l'Ukraine sont de l'ordre des relations extérieures. Avant 1991, les deux pays faisaient partie de la république des Deux Nations, de la deuxième république de Pologne et de l'Union soviétique. Aujourd'hui, les deux pays partagent 891 km de frontières. L'Ukraine a une ambassade à Minsk et un consulat général à Brest tandis que la Biélorussie a une ambassade à Kiev et un consulat honoraire à Lviv. Ces deux pays sont membres de l'Initiative centre-européenne. 
Un accord sur leurs frontières respectives a été signé en 1997 par le président Alexandre Loukachenko et soumis à l'Assemblée nationale de Biélorussie pour ratification. L'Ukraine a clos ce processus de définition des frontières en novembre 2009, par la signature du président Viktor Iouchtchenko.